# Ole Christensen

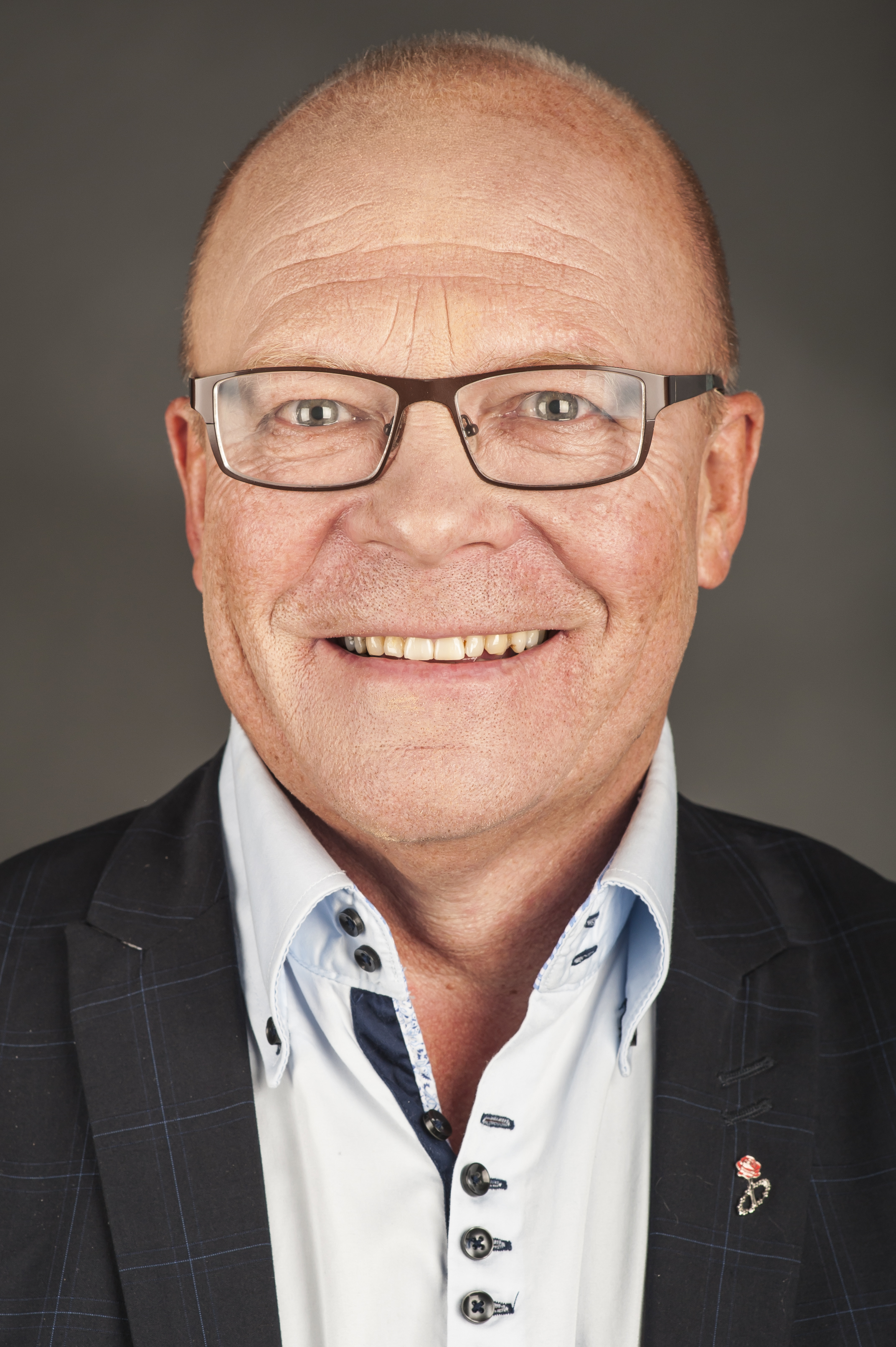
Ole Christensen

Ole Christensen (n. 7 mai 1955, Pandrup⁠(d), Regiunea Nordjylland, Danemarca) este un om politic danez, membru al Parlamentului European în perioada 2004-2009 din partea Danemarcii.
1. 1 2   http://www.europarl.europa.eu/meps/da/28154/OLE_CHRISTENSEN/home, accesat în 8 martie 2019 Lipsește sau este vid: |title= (ajutor)
2. ↑  Deputații în Parlamentul European
3. ↑  Danske borgmestre 1970-2018 (PDF)